# Marie Agnes H. Hyde
Marie Agnes H. Hyde (* 1882 in Sidney, Ohio; † 1978 in East Cleveland, Ohio) war eine US-amerikanische Malerin, die als Miniaturistin bekannt wurde.

## Leben
Über Marie Agnes H. Hyde, die als Malerin, Bildhauerin, Kunsthandwerkerin, Autorin, Illustratorin und Miniaturistin tätig war, ist bisher nur wenig bekannt. Als Mädchen lebte sie bei ihren Großeltern Augustus (Gustavus) und Eliza Hyde sowie deren Großfamilie in Cleveland. Nach ihrem Abschluss an der Cleveland School of Art im Jahr 1905 studierte sie in New York City an der Art Students League bei William Merritt Chase (1849–1916) und Frank Alvah Parsons (1866–1930) sowie vermutlich auch an der National Academy of Design. Sie stellte an der Cleveland School of Art, im Los Angeles Museum of History, Science and Art, im Museum of New Mexico (Museum of Fine Arts) und im Ebell Club in Los Angeles aus. Bis 1906 hatte sie vier Preise gewonnen, darunter den Harry E. Hayes Prize der Cleveland School of Art. Um 1930 lebte sie mit ihrer Tochter Rosalyn E. Hyde, die damals siebzehn Jahre alt war, in San Francisco. Neben Cleveland und San Francisco lebte sie auch in Hollywood, Kalifornien, und in New York City. Marie Agnes H. Hyde starb 1978.